# 布里亞基夫卡 (扎列希基區)
48°55′0″N 25°35′5″E / 48.91667°N 25.58472°E
布里亞基夫卡（烏克蘭語：Буряківка）是位於烏克蘭西部特諾皮爾州裏喬爾特基夫區的村莊，處於朱林河畔，始建於1666年，面積19.22平方公里，2001年人口850。